# Трэшер, Вирджиния
Вирджиния (Джинни) Трэшер (англ. Virginia "Ginny" Thrasher, род. 28 февраля 1997 года, Ром, штат Нью-Йорк) — американская спортсменка (пулевая стрельба), олимпийская чемпионка 2016 года в стрельбе из пневматической винтовки с 10 метров.
Золото Трэшер на Олимпийских играх 2016 года стало первым во всех видах спорта, разыгранным в Рио-де-Жанейро. До своей победы в Рио Трэшер ни разу не попадала в призёры на этапах Кубка мира и ни разу не выступала на чемпионатах мира. Трэшер стала третьей американкой, выигравшей олимпийское золото в этой дисциплине, при чём первая победа была одержана в 1984 году, а вторая — в 2000 году.
Родители — Роджер и Валери, есть два брата — Карл и Рори.